# Rumah Besar Sedomon

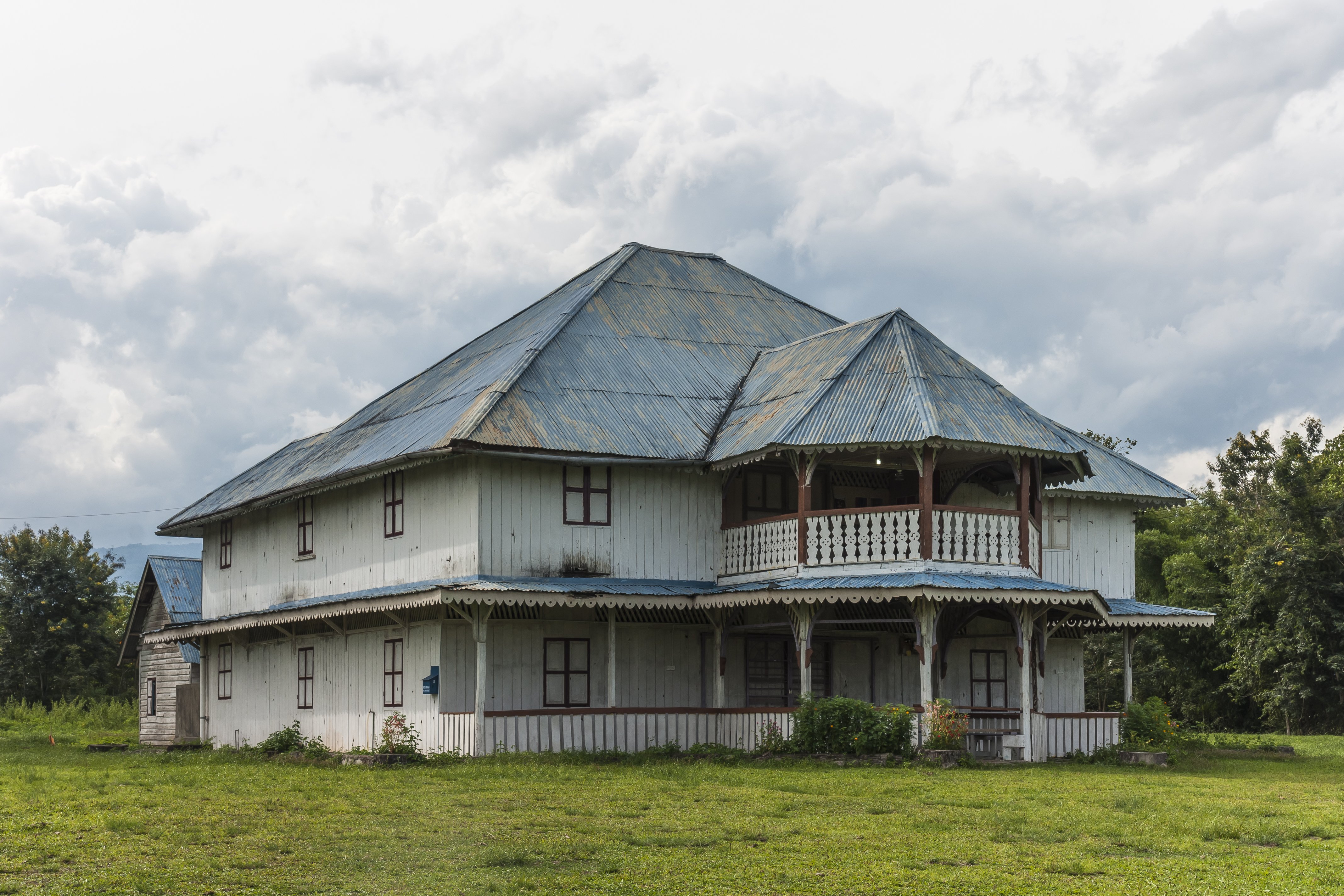
Rumah Besar Sedomon

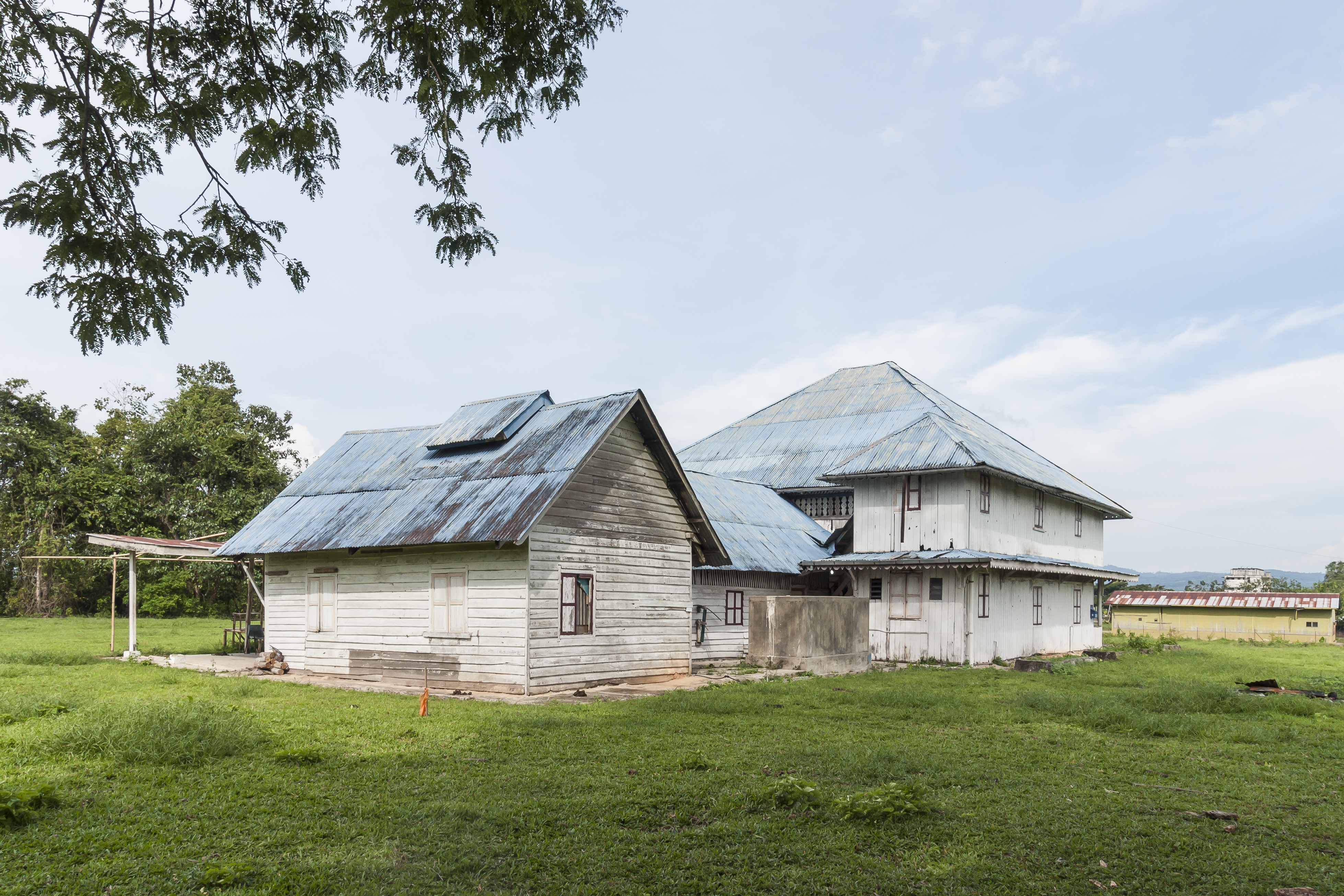
Rückseite des Hauses

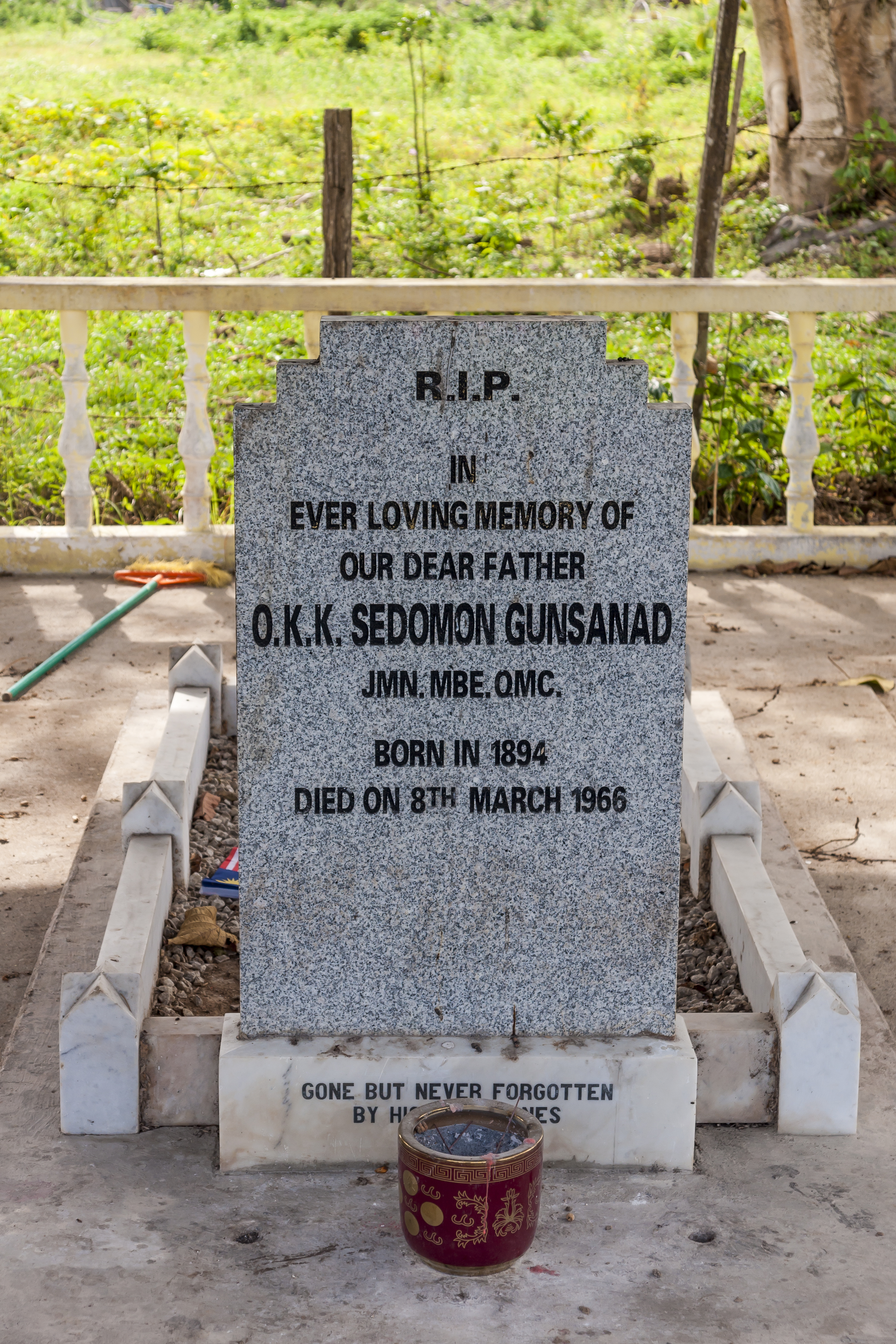
Grabstätte von OKK Sedomon auf dem Grundstück des Rumah Besar Sedomon

Rumah Besar Sedomon (oder Rumah Besar Bingkor) bezeichnet ein Herrenhauses im kolonialen Stil in der Nähe von Keningau im malaysischen Bundesstaat Sabah. Das Anwesen gehörte vormals O. K. K. Sedomon bin Gunsanad, Sohn von Gunsanad Kina.

## Beschreibung
Das Anwesen liegt auf einem etwa fünf Hektar großen Gelände innerhalb von Kampung Bingkor, etwa 10 Kilometer nordöstlich von Keningau. Das Gelände war früher baumbestanden; heute ist jedoch nur noch einer der großen Bäume vorhanden. Zum Anwesen gehört außerdem noch eine private Grabstätte, auf der unter anderem die Gräber von OKK Sedomon Gunsanad und John Reynold Sedomon zu finden sind.

## Geschichte
Das Gebäude wurde in den Jahren von 1937 bis 1941 errichtet. 1942 wurde es von der japanischen Besatzungsmacht als vorläufiges Hauptquartier requiriert. Dies führte in der Folge zu einer Bombardierung des Rumah Besar durch die australischen Luftstreitkräfte. Noch heute sind Einschusslöcher in jedem Teil des Hauses zu sehen. Nach der Kapitulation der Japaner im Jahr 1945 kam das Anwesen wieder in den Besitz der Familie von Sedomon zurück.
Zu den prominenten Gästen, die OKK Sedomon in diesem Haus empfing, gehören unter anderem der frühere Gouverneur von Britisch-Nordborneo, Sir William Goode, im Jahr 1959 der Britische Minister für Angelegenheiten des Commonwealth, Right Honourable Duncan Sandys, Lord Landsdone in 1962, der erste Premierminister von Malaysia, Tengku Abdul Rahman, der zweite Premierminister von Malaysia, Tun Haji Abdul Razak Bin Dato Hussein und der frühere Ministerpräsident von Sabah, Tun Mustapha.
Sedomon gehörte in den 1960er Jahren zur Gruppe der einflussreichen Stammesführern, bei denen der Vorschlag, Nord-Borneo als Bundesstaat an die Föderation Malaya anzuschließen auf heftigen Widerstand gestoßen war. Zur Lösung des Konflikts besuchte Tun Razak Bin Tun Hussein im Jahr 1963 das Rumah Besah, um mit OKK Sedomon von den Vorteilen eines Beitritts zu überzeugen. Sedomon ließ sich schließlich überreden, seine Stimme zugunsten der Föderation zu geben, knüpfte dies jedoch an die von der Oppositionspartei eingebrachte Idee der Errichtung des Batu Sumpah Keningau.
Ein Vorschlag der Regierung von Sabah, das Haus zu kaufen und als staatliches Kulturerbe zu verwalten, wurde von der Familie Sedomon mit dem Hinweis abgelehnt, dass ein Zusatz des Grundbucheintrages eine Veräußerung an familienfremde Personen verbieten würde.